# Assassin's Creed
Assassin's Creed (укр. Кредо асасина) — відеогра жанру action-adventure, розроблена компанією Ubisoft. Вперше була представлена під назвою Project Assassin на виставці X '05, що проводиться Microsoft. На E³ 2006 гра була офіційно анонсована для PlayStation 3 під назвою Assassin's Creed. Пізніше Ubisoft також заявила про вихід гри на PC та Xbox 360. Версія для консолі з'явилася у продажу в листопаді 2007 року, PC-версія з'явилася у продажу 6 березня 2008 року. Гра розроблялася людьми, які брали участь у створенні Prince of Persia: The Sands of Time. Музику для всіх трейлерів гри написав Єспер Кюд.
5 лютого 2008 року ознаменувався виходом приквела Assassin's Creed — ігри Assassin's Creed: Altaïr's Chronicles для Nintendo DS. 8 квітня 2008 з'явилася розширена версія Assassin's Creed для ПК — Assassin's Creed Director's Cut Edition. Відмінністю є розширений набір способів вести розслідування.
На міжнародній виставці E³ в 2009 році була представлена гра для PSP — Assassin's Creed: Bloodlines, яка є прямим продовженням першої частини гри. Вона поширюється як на UMD, так і через мережу PlayStation Network.
Дія гри відбувається паралельно в 2012 і 1191 роках. У першому випадку головним героєм є бармен Дезмонд Майлз, викрадений вченими корпорації «Абстерго Індастріз». За допомогою машини під назвою Анімус вони намагаються відновити на основі ДНК Дезмонда фрагмент з життя його далекого предка  — Альтаїра ібн Ла-Ахад, асасина, що діяв в епоху Хрестових походів, — щоб отримати інформацію, котра відкриє їм шлях до світового панування.

## Ігровий процес

Альтаїр на вулицях Єрусалима

### Основи
Більшість часу гравець керує асасином Альтаїром, якому належить досліджувати міста, боротися з ворогами та виконувати завдання на кшталт знищення певних осіб, викрадення предметів і отримання інформації. Його пригоди представлені як реконструкція подій минулого на основі генетичної пам'яті Дезмонда. У Assassin's Creed немає традиційного для багатьох ігор рівня здоров'я, він замінений рівнем синхронізації Дезмонда і Альтаїра. Падіння з висоти, поранення і вбивства невинних людей трактуються як помилки в реконструкції та зменшують синхронізацію з ДНК. Також Альтаїр не вміє плавати (реконструкція не може обчислити плавання), тому падіння у воду для нього смертельне. Після десинхронізації гра починається з останньої стабільної симуляції — останнього збереження, що відбувається в певних місцях, а також при порятунку жителів, знаходженні спеціальних прапорів тощо. Синхронізація зростає після кожної успішно виконаної місії. Крім того, її можна збільшити за допомогою виконання додаткових завдань. Кожні 15 виконаних сторонніх місій, які включають порятунок жителів і відкриття точок огляду, збільшують шкалі синхронізації на одну поділку. В підсумку можна збільшити максимальний запас синхронізації на 20 поділок, виконуючи всі сторонні завдання та проводячи всі розслідування, і тільки 13, якщо виконувати тільки сюжетні завдання.
Гра належить до розряду проектів з відкритим світом, тобто гравцеві надана можливість досліджувати світ і виконувати завдання в ньому у вільному порядку. Весь ігровий простір являє собою спрощену модель Святої землі і поділено на 7 основних частин. Це три великих міста (Дамаск, Акра і Єрусалим), замок асасинів (Масьяф) і простір між ними (Королівство), розбите на дві частини, а також цитадель Арсуф, локація біля Акри, яка відкривається гравцеві на пізніх етапах сюжету. Королівство являє собою досить великі площі міжгір'я з невеликими поселеннями місцевих жителів і таборами хрестоносців. По території королівства гравець може вільно пересуватися як пішки, так і на коні. Майже всі солдати, яких він зустрічає — вороги Альтаїра і Братства. Якщо привертати до себе увагу, вони можуть впізнати асасина і спробувати вбити.
Гравець може потрапити в міста чотирма способами: 1) пройти в місто разом з ченцями, змішавшись з ними. Крім того, такий спосіб допомагає виконати ряд інших завдань; 2) пробратися непомітно по балках над міськими воротами, попри ризик падіння та боротьби з вартою; 3) з боєм крізь браму, що однак тягне за собою переслідування; 4) відволікти сторожу міської брами, вбивши когось прихованим клинком і, допоки сторожі оглядають тіло, пройти всередину.
На будь-яку будівлю, вежу або стіну можна залізти. У всіх великих містах неприступними є тільки міські стіни, які не мають виступів і не дозволяють вибратися за межі ігрового світу. Архітектура міст в Assassin's Creed спеціально спроектована так, щоб Альтаїр міг видертися на будь-який дах. Але тільки цим варіанти пересування в грі не обмежуються. З будівель подекуди стирчать балки і дерев'яні блоки, по яких можна стрибати. Видираючись на будівлі і переміщаючись по горизонталі, гравець може з легкістю втекти від переслідування, перестрибуючи з бруківки на ящики, з ящиків — на балки, а з балок — на дах. Протягом всієї гри ці навички будуть не раз використовуватися для виконання додаткових завдань.
Дуже важливою частиною гри є дослідження околиць і переховування в натовпі. Щоразу, потрапляючи у велике місто, Альтаїр повинен як слід розвідати його і знайти Бюро асасинів. Глава Бюро надає відомості про завдання та людей, які володіють корисною інформацією. Збір інформації зводиться до кількох міні-ігор. Також, можна простежити за особами, котрих потім допитати; підслухати розмову на вулиці; вкрасти потрібний предмет з пояса жертви; виконати прохання інформатора. Зустрічаються завдання з руйнування торгових прилавків, на вкаже інформатор, аби відволікти увагу потрібних осіб. Іноді необхідно просто усунути лучників на дахах або осіб, що становлять загрощу, на час зібрати певну кількість прапорів тощо. Все це необхідно здійснювати непомітно для сторонніх очей, інакше доведеться битися з вартою, тікати й ховатися, після чого повторити спробу.
Розробники називають Assassin's Creed «соціальним стелс-екшном». У грі дуже важливе значення має натовп, який може стати як перешкодою, так і підмогою. Гравець може, майже не привертаючи уваги, змішуватися з натовпом, але варто йому повести себе зухвало — і хвиля обурення прокотиться по вулиці, Альтаїра стане шукати варта. Після скоєння гравцем вбивства натовп з криками розбігається, хоча, якщо вбити ворога непомітно, народ навпаки збереться подивитися. В рухливому людському потоці вбивці легше сховатися від переслідування. При цьому треба обов'язково використовувати елементи управління, щоб розштовхувати біжучих, інакше Альтаїр може втратити рівновагу і спіткнутися.

### Бойова система
Битви в грі відбуваються в реальному часі, необхідно лише «захопити ціль» на приціл і вихопити зброю. Перевага віддається непомітним вбивствам, але після вдалого замаху з солдатами все одно доведеться мати справу. Бої завжди відбуваються холодною зброєю, Альтаїр може виконувати випади, ставити блок і контратакувати. Перші дві дії цілком можуть принести користь проти невеликої кількості ворогів. Контратаки, в свою чергу, є наріжним каменем гри і найяскравішим способом убивства. Весь бій, навіть якщо проти Альтаїра стоїть ціла армія, складається з дуелей: солдати нападають строго по одному. Альтаїр може завдавати ударів різної сили (залежно від тривалості натискання на клавішу), а досвідчені суперники можуть контратакувати.
Альтаїр користується кількома видами зброї.
- Крім необхідного і отриманого насамперед кинджала, у героя є короткий меч, корисний для дуелей з вартою. Ним складніше блокувати удари, але можна швидше атакувати і виконувати контрудари.
- На великих дистанціях замість короткого меча Альтаїр використовує метальні ножі, число яких змінюється від 5 до 15 протягом усієї гри. Якщо метнути його в людину, то ворог майже напевно буде вбитий. Ця зброя марна проти ключових цілей, за якими полює Альтаїр (одним ножем їх вбити не можна). Крім того, використання метальних ножів майже завжди вимагає «фіксування цілі», інакше велика ймовірність промаху. Кинуті ножі підбирати не можна, тому з часом вони закінчуються. Нові можна вкрасти в бандитів у місті. Якщо зробити це непомітно, Альтаїру дістанеться п'ять штук, якщо ж спровокувати бійку і виграти її — то тільки один. Під час гри метальні ножі викликаються тією ж клавішею, що і короткий меч.
- Найчастіше використовуваною зброєю прихованих убивств слугує прихований клинок. Він укріплений у спеціальному механізмі на зап'ясті з тильного боку й висувається в разі необхідності вздовж долоні. З таким пристроєм Альтаїр може вбивати ворогів, не привертаючи зайвої уваги, і швидко ховатися з місця розправи. Нападати можливо з будь-якого боку. Важливим фактором тут є швидкість — якщо солдат помітить асасина раніше, ніж тому вдасться витягнути клинок, то він заблокує удар і зав'яжеться звичайний бій. Хоча в режимі дуелі з прихованим клинком Альтаїр не може блокувати чужі атаки, контратаки за допомогою нього дуже ефективні і дозволяють одним ударом вбивати навіть тамплієра. Відкритий напад з прихованим клинком працює лише тоді, коли ворог дражнить героя або віддає накази іншим солдатам.
- Альтаїр може битись і голіруч кулаками, це необхідно для бійок з бандитами, допитів або для того, щоб схопити ворога і відштовхнути вбік. Останній прийом корисний у боях з вартою, якщо гравець розумно скористається навколишнім середовищем.

Крім того, в заставці «Assassin's Creed» і одному з трейлерів, заснованих на цій заставки, у Альтаїра можна було побачити невеликий арбалет. З гри арбалет був виключений, оскільки його перезарядка зайняла б надто багато часу, як для героя, що покладається на швидкість і прихованість.

### Додаткові завдання
У Assassin's Creed, як і в багатьох інших проектах з відкритим світом, гравець заохочується до дослідження ігрового світу. Так, в кожному місті і в королівстві є певне число захованих прапорів. Щоб їх знайти, потрібно проявити увагу і вміння, використовувати внутрішньоігрові навички паркуру. Прапори називаються, виходячи з їх місця розташування. Наприклад, в Акрі знаходиться армія госпітальєрів, як наслідок, гравець повинен зібрати їхні прапори; в зайнятому ж мусульманами Дамаску знаходяться прапори сарацинів. Ще одним додатковим завданням є знищення 60 тамплієрів, яких можна знайти по всьому ігровому світу. Тамплієри знають Альтаїра в обличчя, тому нападають першими, щойно помітять його. Тамплієри б'ються набагато краще міської варти, тому сутичка навіть з одним лицарем може стати смертельно небезпечною для Альтаїра. Важливим для проходження сторонніх завдань є дослідження всіх точок огляду. Зазвичай ними слугують високі вежі, які набагато перевищують за висотою інші будови і відмічені спеціальним знаком на карті. Якщо Альтаїр залізе на таку вежу, він зможе відкрити ділянку місцевості і побачити нові деталі (доступні розслідування тощо). Іншим способом відкрити карту можна, навіть якщо обійти кожен квадратний метр. Останнім додатковим завданням є допомога жителям. У будь-якому місті можна знайти кілька громадян, яких пригноблює варта. Якщо вбити цих солдатів і поговорити з врятованою людиною, то на цьому місці з'являться кілька городян. Вони будуть допомагати Альтаїру втекти від переслідування, приховуючи його або затримуючи переслідувачів.

### Орлиний зір
Натисканням кнопки голови гравець може активувати спецздібність «Орлиний зір». У цьому режимі гравець переходить до виду від першої особи. Неінтерактивні об'єкти зливаються з фоном, темніють, вороги виділяються червоним кольором; союзники (монахи) виділяються синім кольором; укриття (сади на дахах, стоги сіна і лавки) білим кольором; цілі завдання (жертви вбивства) жовтим кольором. «Орлиний зір» дозволяє швидко провести тактичний аналіз обстановки, виявити малопомітні об'єкти.

## Сюжет

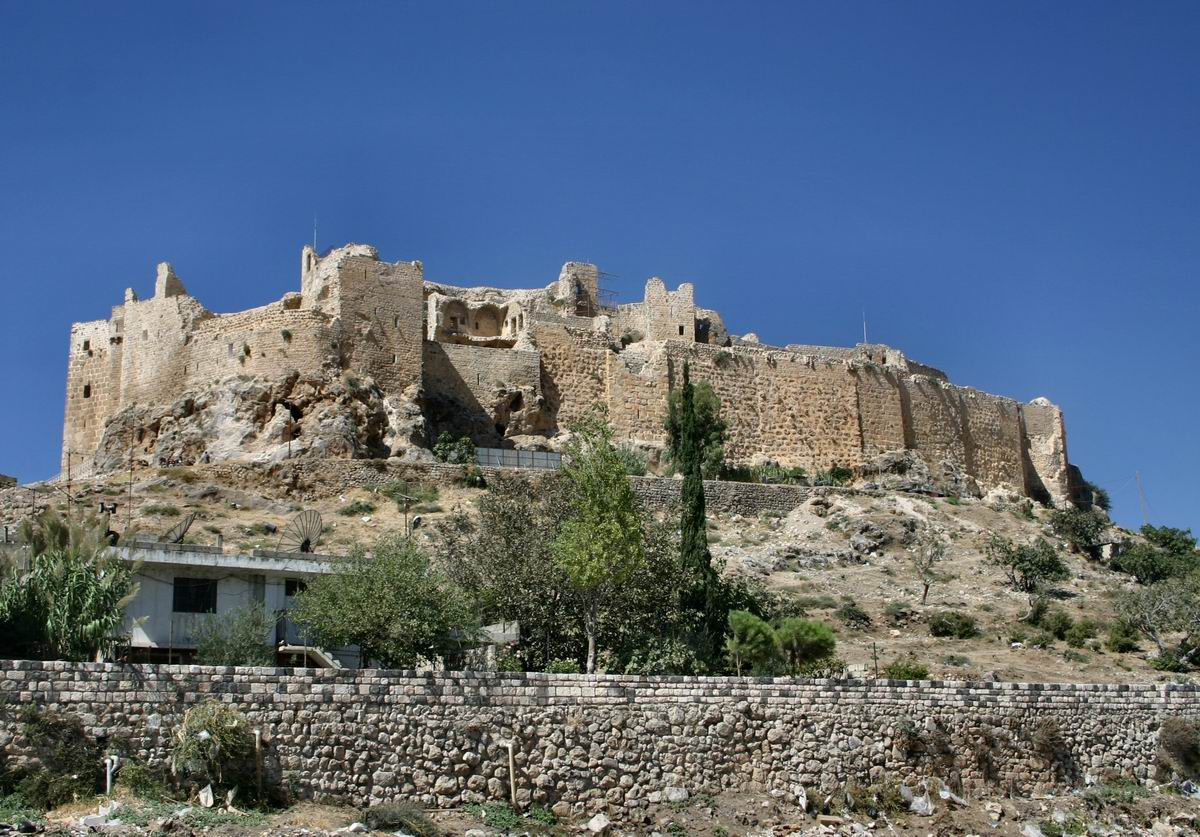
Реальний Масьяф, прототип міста з гри

Дія гри розгортається паралельно в недалекому майбутньому і під час Третього Хрестового походу в 1191 році. Бармена Дезмонда Майлза, головного героя, викрадає корпорація «Абстерго», яка за допомогою Анімуса, машини для добування генетичної пам'яті, хоче дізнатись місце розташування артефакта тамплієрів. У курс справи Дезмонда вводять вчений Воррен Віддік і його асистентка Люсі Стілман. Вони розповідають Дезмонду, що він є нащадком асасина Альтаїра ібн-Ла-Ахада, який виявив артефакт, і ці спогади збереглися в ДНК.
Дезмонда підключають до Анімуса і починається симуляція минулого. Предок Дезмонда Альтаїр разом з асасинами Маліком і Кадаром прибувають в Храм Соломона в Єрусалимі, щоб не дати тамплієрам заволодіти артефактом. У храмі Альтаїр зустрічає Робера де Сабле, магістра Ордена тамплієрів, і засліплений гординею Альтаїр, вважаючи що здолає його самотужки, атакує Робера. Після того, як Робер де Сабле викидає Альтаїра з кімнати, а стіна завалюється, той розуміє що вже нічого зробити не зможе. Альтаїр тікає, залишивши своїх товаришів на бій з тамплієрами.
Альтаїр прибуває в місто Масьяф, де розташована фортеця асасинів, до лідера асасинів Аль-Муаліма (з арабск. учитель), який вкрай розчарований провалом завдання. Однак слідом за Альтаїром прибуває Малік, що врятувався з Храму, разом з артефактом. Як з'ясовується, Кадар загинув, а Малік привів за собою тамплієрів в Масьяф, які вбивають жителів міста. Альтаїр допомагає асасинам врятувати жителів і евакуювати їх до фортеці. Тамплієрів привів особисто Робер, який вимагав у Аль-Муаліма повернути йому артефакт. Аль-Муалім відмовився і наказав Альтаїру, Рауфу і асасину знищити тамплієрів. Альтаїр здійснює диверсію і відбиває армію Робера. Після відступу Робера Аль-Муалім сварить Альтаїра за порушення Кредо асасинів: не вбивати невинних, діяти приховано, не наражати братство на небезпеку. За те, що той порушив усі три правила, Аль-Муалім пронизує Альтаїра кинджалом і зводить до найнижчого рангу. Щоб знову повернути довіру братства, Аль-Муалім дає завдання знайти зрадника в Масьяфі. Інформатор асасинів вказує на місцевого глашатая Масуна. Саме він відкрив ворота тамплієрам в Масьяф. В ході допиту Масун вказає на Джамаля, асасина, який велів відкрити йому ворота. Аль-Муалім після цього страчує Масуна.
Після виявлення зрадника Аль-Муалім наказує Альтаїру вбити Таміра, торговця з Дамаску. Альтаїр прибуває в Дамаск, в бюро асасинів. Там глава бюро Рафік дає дозвіл на вбивство Таміра. Альтаїр знаходить Таміра на ринку, де той жорстоко вбиває главу місцевого цеху, в супроводі особистої охорони. Альтаїру вдається вбити Таміра, який перед смертю каже, що він постачає зброю таємничому братству.
Альтаїр знову прибуває в Масьяф, де Аль-Муалім дає 2 нових завдання: вбити работорговця Талала в Єрусалимі та магістра госпітальєрів Гарньє де Налуза в Акрі. В Єрусалимі за допомоги Маліка, який став головою бюро в Єрусалимі, Альтаїр виходить на Талала. Коли Альтаїр знаходить Талала, то потрапляє в пастку влаштовану ним і його вартою. В результаті Альтаїр все ж вибирається і вбиває Талала, який встигає сказати, що він постачав рабів для якогось братства. В Акрі, Альтаїр знаходить Гарньє в лікарні, де він ставить експерименти над хворими. Альтаїр також забирає життя Гарньє, котрий зізнається, що теж працював на таємне братство.
Альтаїр прибуває в Масьяф, і Аль-Муалім говорить йому, що його жертви належали до Ордена тамплієрів і підпорядковувалися Роберу де Сабле. Вони хочуть закінчити війну між хрестоносцями і сарацинами, та створити нову державу на Святій Землі. Але тамплієри ще сильні, і Аль-Муалім називає тих, хто повинен померти: Абу-аль-Нуквод — багатий купець в Дамаску, Мадж-Аддін — регент Єрусалиму і Вільям Монферрат — намісник Акри.
Альтаїр проникає в Дамаск, в палац Абу-аль-Нуквода, де той влаштовує бенкет для місцевої аристократії. Але святкування є пасткою, і господар вбиває гостей. Альтаїру вдається вбити купця. Перед смертю той зізнається, що хотів убити прихильників Салах ад-Діна і бажав передати Дамаск тамплієрам. Після Дамаску Альтаїр прибуває в Єрусалим, де йому вдається врятувати одного асасина і вбити Мадж-Аддіна. Перед смертю той говорить, що хотів очистити Єрусалим від скверни, щоб він став столицею нової держави тамплієрів на Святій землі. Пізніше Альтаїр прибуває в Акру, де в цей час перебуває король Англії Річард I Левове Серце. Альтаїр стає свідком сварки Вільяма і Річарда. Вільям вирушає до своєї цитаделі, де Альтаїру вдається вбити його. Перед смертю жертва зізнається, що готував армію для повалення Річарда і приєднання Акри тамплієрам.
Альтаїр знову прибуває в Масьяф, де Аль-Муалім показує артефакт тамплієрів, який називає Яблуко Едему. Воно володіє надприродною силою: з його допомогою Мойсей розсунув море, а Ісус перетворював воду на вино і ходив по воді. Лідер асасинів дає Альтаїру нове завдання вбити Джубаїра — придворного вченого єгипетського султана в Дамаску і Сібранта — магістра Тевтонського Ордена в Акрі. У Дамаску Альтаїр знаходить Джубаїра в бібліотеці, де він і його послідовники спалюють всі книги. Перед смертю палій зізнається в тому, що хотів звільнити розум людей, адже книги позбавляють їх можливості самостійно думати. Пізніше Альтаїр вирушає в доки Акри, і потрапивши на корабель Сібранта, вбиває його. Перед смертю той видає, що готував флот для блокади Святої Землі.
Слідом, Альтаїр прибуває в Масьяф. Аль-Муалім дає останнє завдання — вбити самого Робера де Сабле. Альтаїр вирушає в Єрусалим, де отримує дані про те, що жертва буде присутня на похоронах Мадж-Аддіна. Альтаїр приходить на цвинтар і потрапляє в пастку, де з ним стикається сам магістр. Після тривалої бійки Альтаїр усвідомлює, що замість Сабле там була присутня переодягнена тамплієрка Марія Торпе, а справжній Робер вирушив в Арзуф, щоб укласти союз між сарацинами і хрестоносцями проти асасинів. Альтаїр відпускає дівчину, а сам вирушає до Маліка.
Альтаїр вирушає в Арзуф, де зустрічає Робера і Річарда. Альтаїр намагається довести Річарду, що Робер зрадник, і король вирішує, що суперечку слід вирушити двобоєм. Перемагає асасин, і Робер розкриває справжню суть змови: Аль-Муалім був у змові з тамплієрами, але зрадив їх, щоб не ділитися Яблуком Едему і одноосібно правити. Він використовував братство асасинів, щоб знищити тих, хто знав про артефакти.
Альтаїр терміново прямує в Масьяф, де на нього нападають асасини, розум яких задурманено Яблуком. Але Малік, Рауф та інші незламані асасини допомагають Альтаїру. Той вирушає до фортеці, де б'ється з Аль-Муалімом. У результаті духовний лідер убитий, з його руки випадає Яблуко, з якого з'являється голограма Землі з зазначеними точками, де ймовірно зберігаються інші Фрагменти Едему.
В майбутньому Дезмонд дізнається, що «Абстерго» і Віддік є тамплієрами, а Люсі — асасинкою, яка працює під прикриттям. Також він виявляє в комп'ютерах «Абстерго» дані про якусь Лейлу, яка працювала до Люсі у Віддіка і про Об'єкт 16, якого тримали до Дезмонда і який залишив по всій лабораторії приховані криваві символи. В кінці гри Віддік повідомляє керівництву «Абстерго», що здобув координати Фрагментів Едему. «Абстерго» пропонує вбити Дезмонда, але Люсі пропонує керівництву, щоб вони його залишили в живих, адже він може володіти кориснішою інформацією. Після розмови Віддік і Люсі йдуть, а Дезмонд починає розглядати криваві символи, міркуючи над їхнім значенням.

## Персонажі

Дезмонд Майлс

Персонажі сучасності
- Дезмонд Майлс — бармен, заручник «Абстерго», нащадок Альтаїра
- Воррен Віддік — вчений «Абстерго», тамплієр
- Люсі Стілман — асистентка «Абстерго», асасинка
- Лейла Марино — колишня асистентка «Абстерго», подруга Люсі, загинула

Персонажі минулого
- Альтаїр ібн Ла-Ахад — асассин, що поклав край змові тамплієрів
- Аль-Муалім — лідер асасинів, що зрадив змовників, убитий Альтаїром
- Робер де Сабле — магістр Ордену тамплієрів, лідер змовників, убитий Альтаїром
- Джубаїр — придворний учений Саладіна, змовник, убитий Альтаїром
- Сібрант — магістр Тевтонського Ордена, змовник, убитий Альтаїром
- Абу-аль-Нуквод (Король-купець) — купець, змовник, убитий Альтаїром
- Мажд-Аддін — регент Єрусалиму, змовник, убитий Альтаіром
- Вільям Монферрат — намісник Акри, змовник, убитий Альтаіром
- Тамір — купець, змовник, убитий Альтаїром
- Талал — работорговець, змовник, убитий Альтаїром
- Гарньє де Налуз — магістр Ордена іоаннітів (госпітальєрів), змовник, убитий Альтаїром
- Малік — асасин, глава бюро асасинів в Єрусалимі, друг Альтаїра
- Річард I Левове Серце — хрестоносець, король Англії
- Рафік — асасин, глава бюро в Дамаску
- Рауф — асасин, глава варти в Масьяфі
- Аббас Софіан — асасин
- Масун — глашатай в Масьяфі, тамплієр, убитий Аль-Муалімом
- Кадар — асасин, брат Маліка, убитий тамплієрами в Храмі Соломона
- Нумаїр — інформатор в Акрі
- Джамаль — асасин, зрадив Братство, відкривши ворота Масьяфа і пустивши на його територію тамплієрів
- Салах ад-Дін (Саладін) — сарацин, султан Єгипту
- Хішаб — сарацин, тамплієр
- Аллен — госпітальєр

## Історичні паралелі
Гра дає нам можливість побувати в Масьяфі, який у давні часи дійсно був фортецею асасинів. Основний же час герой проведе в трьох великих містах, розташованих на Святій землі — Дамаску, Єрусалимі, Акрі. Їх архітектурний вигляд схожий з оригінальним, при цьому в Assassin's Creed зустрічаються знамениті історичні будівлі, наприклад Храм Соломона.
У грі описуються часи третього Хрестового походу (1191). Головні цілі Альтаїра в кожній з місій, а також деякі персонажі гри списані з реальних історичних особистостей: зокрема, у сюжеті фігурують король Річард I Левове Серце, його намісник в Акрі Вільгельм V Старий Монферрат, магістр ордена тамплієрів Робер де Сабле, Великий магістр Мальтійського ордена Гарньє де Наплуз, засновник Тевтонського ордена Сібранд. А глашатаї в Єрусалимі та Дамаску згадують султана Салах ад-Діна (Саладіна).

## У ролях
| Персонаж                    | Актор озвучування |
| --------------------------- | --- |
| Альтаїр ібн Ла-Ахад         | Філіп Шахбаз |
| Дезмонд Майлс               | Нолан Норт |
| Люсі Стіллман               | Крістен Белл |
| Воррен Віддік               | Філіп Проктор |
| Аль-Муалім                  | Ренедей, Пітер |
| Малік А-Саїф                | Хаазе Слейман |
| Рафік, глава Бюро в Акрі    | Ален Бенатар |
| Рафік, глава Бюро в Дамаску | Карлос Ферро |
| Робер де Сабле              | Жан-Філіп Данденод |
| Тамір                       | Аммар Даресех |
| Гарньє де Наплуз            | Хуберт Філда |
| Талал                       | Джейк Еберлі |
| Вільям де Монферрат         | Гаррі Станджовскі |
| Річард I Левове Серце       | Марсель Женін |
| Джубаір-аль-Хакім           | Фред Татаскіоре |
| Абу-аль-Нуквод              | Фред Татаскіоре |
| Мажди-аддін                 | Річард Гейворт |
| Сібранд                     | Артур Голден |
| Марія                       | Елеанор Нобл |
| Голос «Анімус»              | Дженніфер Сігвін |
| Різні голоси                | Ширін Аміні Шон Байч Аклан Бейтс Чарльз Бендер Ноел Бертон Джуліан Кейсі Айдар Дарвіш Анне Дей-Джонс Ізабелль Гуймон Сьюзен Гловер Зухаїр Хаддад Метт Холланд Грег Крамер Стівен М. Крамер Паулін Літтл Джассан Машині Джон Моунстівен Тоні Робіном |

## Оцінки й відгуки
| Агрегатор    | Оцінка                                  |
| ------------ | --------------------------------------- |
| GameRankings | 79.14% (PC) 78,94 % (PS3) 82,24 % (360) |
| Metacritic   | 79/100 (PC) 80/100 (PS3) 81/100 (360)   |

| Видання                      | Оцінка |
| ---------------------------- | ------ |
| 1Up.com                      | 70     |
| Electronic Gaming Monthly    | 52/100 |
| Eurogamer                    | 72/100 |
| Famitsu                      | 37/40  |
| Game Informer                | 9.5/10 |
| GamePro                      | 5/5    |
| GameSpot                     | 9.0/10 |
| GameSpy                      | 3.5/5  |
| GamesRadar+                  | 10/10  |
| GameTrailers                 | 9.1/10 |
| IGN                          | 75/100 |
| Official Xbox Magazine (США) | 8.5/10 |
| Play                         | 10/10  |
| Pocket Gamer                 | 8.8/10 |
| X-Play                       | 5/5    |
| Игромания                    | 9/10   |

Перша реакція критиків була дуже прихильною. Видовищна презентація гри, численні трейлери і фрагменти геймплею принесли Assassin's Creed на E3 2006 велике число нагород. Гра визнавалася найкращою грою виставки або найкращою грою на PS3 (демонстрація відбувалася в рамках PS3-проектів) поряд провідних ігрових ресурсів.
Game Critics Award
- Найкращий екшен / Пригодницька гра[13]

IGN
- Перше місце: Найкраща Екшен-гра, Найкраща гра виставки для PS3, Найкраща екшен-гра для PS3, Найкраща графіка на PS3
- Друге місце: Найкраща консольна гра, Найкращий дизайн на PS3, PS3 Нагорода за технологічну досконалість
- Номінація: Найкраща гра виставки, Найкраща графіка[14]

GameSpy
- Найкраща гра виставки на PS3[15]

GameSpot
- Перше місце: Найкраща гра виставки для PS3
- Друге місце: Найкраща гра виставки, Найкращий рекламний ролик, Найкраща графіка, Найкраща екшен / Пригодницька гра[16]

GameTrailers
- Перше місце: Найкраща на Виставці
- Друге місце: Найкращий рекламний ролик, Найінноваційніша, Найкращий екшен / Пригода[17]

1 UP
- Перше місце: Найкраща гра для PS3
- Друге місце: Найкраща графіка, Найкраща гра виставок[18]

Проте, з виходом гри журналісти знайшли ряд погрішностей, який не дозволив середньому балу по всіх рецензіях піднятися вище 8 з 10. Зокрема, в недоліки гри записали одноманітність ігрового процесу: кожне з дев'яти необхідних вбивств відбувається за єдиною схемою, розрізняються лише локації і сюжетні сцени. Крім того, власники PS3-версії скаржилися на критичні помилки в грі, що приводили до вильотів.
Гра зайняла третє місце в номінації «Екшен року» (2008) журналу Ігроманія.

## Цікаві факти
- У березні 2008, при нез'ясованих до кінця обставинах у мережу, більш ніж за місяць до офіційного релізу, просочилася повна версія гри, яку міг завантажити будь-хто. Причому в мережу потрапили як англійська, так і російська версії. Англійська версія була повним білдом, але представляла сиру, неналагоджену бету і містила безліч помилок. Тому на заході багато тих, хто завантажили гру раніше релізу, були розчаровані якістю, вважаючи, що фінальна версія буде такою ж сирою, і не стали її купувати. Це сильно ударило по продажах гри на заході, що викликало невдоволення видавця, компанії Ubisoft. Піратські копії розійшлися числом в 700 000 екземплярів, легальних було продано всього 40 000[22]. В результаті розслідування було знайдено працівника компанії, який нібито і був відповідальний за те, що трапилося, його ім'я в інтересах слідства не було названо, всі звинувачення проти нього будувалося лише на тому, що у нього вдома була знайдена копія гри, а враховуючи доступ підсудного до проекту, теоретично він міг викласти AC в мережу. У Росії винні у витоку гри в інтернет теж були знайдені і віддані під суду.
- Схожий прийом з інтерпретацією минулого використовувався в Prince of Persia: The Sands of Time, де смерть героя пояснювалася як помилка Принца у викладі історії.[23]
- Інформатори, які допомагають Альтаїру в його розслідуваннях, сигналізують про свою приналежність до братства лівою рукою прикладеною до грудей, при цьому пригинають безіменний палець. Після шостого блоку пам'яті, під час розмови Дезмонда і Люсі, вона підносить ліву руку до грудей і так само пригинає безіменний палець. Дезмонд таким чином дізнається, що Люсі одна з асасинів.
- Вся інформація, яку збирає Альтаїр під час розслідувань, зберігається в меню пам'яті. Там можна побачити і прочитати всі вкрадені або придбані за допомогою інформаторів листи і карти, а також нотатки самого головного героя з приводу того, що відбувається.
- Після повного проходження гри можна повернутися в «Анімус» і пройти місію на будь-яке вбивство заново, при цьому етап буде починатися в Масьяфі з розмови з Аль-Муалімом. На відміну від першого проходження, всі інформатори спочатку відкриті, а також дозволяється вбивати «невинних», наприклад жебраків, зменшення шкали синхронізації при цьому не відбувається.
- Якщо в кінці гри, коли у Дезмонда з'явиться Орлиний зір, встигнути з його допомогою подивитися на Люсі й Віддіка до того, як вони підуть з лабораторії, то можна побачити, що Люсі союзниця, а Віддік — ворог.
- Також у камері Дезмонда, включивши Орлиний зір, можна побачити на стіні дивні написи латиною та ієрогліфами. Деякі з них можна зустріти як гліфи в наступній частині гри, де вони розкривали другорядні деталі сюжету.
- Після проходження гри, коли Люсі і Віддік підуть з лабораторії, на «Анімусі» можна знайти ключ від сусідньої кімнати, а також поритися в комп'ютері «Анімуса» і прочитати зашифровані повідомлення для Люсі від асасинів.

## Продовження
Про те, що у гри Assassin's Creed буде продовження, стало відомо ще на початку 2008 року. Сюжет першої частини, нового ігрового серіалу, був явно не завершений і залишав багато питань з приводу подальшої долі головних героїв. З жовтня 2008 року на різних форумах і в інтернет-виданнях, присвячених ігровій індустрії, стали з'являтися чутки про розробку гри і передбачуваний сюжет. Ubisoft підтвердила факт розробки гри, але коментарів з приводу сюжету розробники не дали.
Офіційний анонс гри відбувся 16 квітня 2009 року на сторінках журналу Game Informer. Гра вийшла в листопаді 2009 року на консолях і в березні 2010 на РС.